# Linia kolejowa Elbląg – Myślice
Linia kolejowa Elbląg – Myślice – rozebrana normalnotorowa linia kolejowa łącząca Elbląg z Myślicami.

## Historia
Linię otwarto 1 września 1893 roku, natomiast rozebrano w 1945. Linia była jednotorowa o rozstawie szyn wynoszącym 1435 mm. Jej długość wynosiła 34,2 km. Obecnie fizycznie nie istnieje.